# 賃金、価格、利潤
賃金、価格、利潤（ドイツ語: Lohn, Preis und Profit）は、1865年6月20日と6月27日に行われた、第一インターナショナル総会におけるカール・マルクスの演説の草稿。
その中で、マルクスは初めて著名な形で、自身の剰余価値学理論の骨子を公に述べ、マルクス経済学における価値の基本法則を策定した。この報告は、総会メンバーであるジョン・ウェストンの「賃金水準の上昇は必然的な結果として消費財の価格の一般的な上昇をもたらす」という見解に対する批判を含んでいる。死後、末娘のエリノアによって1898年に出版された。

## 基本法則
- 労働者の賃金と資本家の利益は、新しく生み出された製品の価値の構成要素である。その製品の価値に占める賃金の割合は、階級闘争、特定の国での生活条件、およびその他の理由の影響下で変化する可能性がある。
- 賃金の変化は資本家の利潤率にのみ影響し、商品の価格には影響しない。賃金が上がれば利潤率が下がり、逆に賃金が下がれば利潤率が上がる。
- 商品の価値は、商品の生産に投資される社会的労働の相対的な量によって決定される。商品の価値はそれらの生産に費やされた労働時間に正比例し、労働力が消費される。
- 商品の生産に必要な労働量は、労働の生産力によって決定され、社会的労働力の向上とともに継続的に減少する。
- 商品の原価は、その生産に費やされた労働時間に正比例し、費やされた労働の生産力に反比例する。
- 製品の価格は、その価値を金銭的に表したもので、製品の市場価格はその価値と同じである。
- 労働者の賃金は、その労働力の価値に対する金銭的評価である。労働力の価値は、労働力の再生に必要な生存手段の価値によって決定される。労働コストの下限は、労働者の生活賃金のコストによって決定される。
- 剰余価値は、労働者の労働力の価値を超えて、労働者の労働によって新たに生み出された超過価値である。
- 剰余価値は、土地の賃貸料・銀行の利子および産業利益の唯一の源である。

## 参考資料
- 福留久大「ウェストン『作業場からの火花』 : 『賃銀，価格および利潤』におけるマルクスの論敵-」『経済学研究』第45巻第1号、九州大学経済学会、1979年12月10日、107-127頁。

| サブスタブ | この項目は、まだ閲覧者の調べものの参照としては役立たない、書きかけの項目です。この項目を加筆・訂正などしてくださる協力者を求めています。このテンプレートは分野別のサブスタブテンプレートやスタブテンプレート（Wikipedia:分野別のスタブテンプレート参照）に変更することが望まれています。 |